# Het Land van Belofte
Het Land van Belofte is een 17e-eeuwse hofstede bij de Hildam in de Zuid-Hollandse Wilde Veenen-polder. Omstreeks 1660 (die datum staat op de gevel) liet Jan Herrewijn Junior uit Haarlem de hofstede bouwen met de naam “De Hoekwoning”, omdat het gebouw een hoek maakt. Later is het gebouw omgedoopt in "Het Land van Belofte". De hofstede staat er nu nog zoals hij omstreeks 1660 is gebouwd.
Om het gebouw ligt een gracht die in verbinding staat met de Rotte. De gemeentegrens van Zuidplas en Lansingerland loopt langs de noordkant van de gracht. Het Land van Belofte valt dus nog net in de gemeente Zuidplas en wordt tot het dorp Moerkapelle gerekend. Het is het oudste nog bestaande gebouw van dat dorp. Het gebouw is een gemeentelijk monument.